# Mao Mita
Mao Mita (三田麻央, Mita Mao, née le 9 septembre 1995 à Osaka, Japon) est une chanteuse et idole japonaise, membre du groupe de J-pop NMB48. Elle débute en 2010 avec la Team M.
En 2012, elle double l'une des héroïnes de la série anime AKB0048, et participe au groupe No Name créé dans le cadre de la série.
Peu après, elle est transférée chez la Team M d'NMB48.